# Komitet Prognoz Polskiej Akademii Nauk
Komitet Prognoz Polskiej Akademii Nauk – jeden z komitetów problemowych Polskiej Akademii Nauk. Zadaniem Komitetu jest inspirowanie i koordynowanie studiów nad przyszłością – ze szczególnym uwzględnieniem możliwych kierunków rozwoju Polski takich jak: rozpoznanie ewolucji potrzeb społecznych, celów rozwoju gospodarki narodowej, przyszłej struktury społecznej i gospodarczej, sposobów życia i warunków rozwoju, kierunków postępu technicznego, nowych technologii. prócz tego Komitet zajmuje się organizacją wydarzeń, wydawaniem publikacji, opracowywaniem wielowariantowych i interdyscyplinarnych scenariuszy rozwoju oraz współpracą z zagranicznymi ośrodkami badań nad przyszłością.
Komitet został powołany 6 maja 1969 jako Komitet Badań i Prognoz „Polska 2000”. Po 1989 funkcjonował jako Komitet Prognoz „Polska w XXI wieku”, następnie jako Komitet Prognoz "Polska 2000+" by z czasem, w 2023 przyjąć obecną nazwę.
Komitet pełni funkcję Komitetu Narodowego ds. Światowej Federacji Badań nad Przyszłością i Komitetu Narodowego ds. Współpracy z Międzyakademickim Panelem ds. Międzynarodowych (IAP).
W kadencji 2023-2026, Komitet zajmuje się:
1. analizą przebiegu i potencjalnych skutków przesilenia cywilizacyjnego, tj. okresu przejściowego pomiędzy istniejącą cywilizacją a nowo powstającą. Planowane badania zakładają m.in.: diagnozę sytuacji oraz badania możliwych kierunków ewolucji cywilizacji informacyjnej;
2. oceną prawdopodobnych skutków zachodzących procesów ze szczególnym uwzględnieniem krytycznego myślenia na temat przyszłości, obejmującą:
  1. rewolucję technologiczną (m.in. automatyka, cyfryzacja, badania kosmiczne, informatyka i medycyna) i jej wpływ na społeczeństwa (bezrobocie, nierówności społeczno-gospodarcze, migracja). Zmiany uwarunkowań zewnętrznych i ich wpływ na rozwój ludzkości (m.in. zapewnienie podaży żywności, wpływ środowiska przyrodniczego i klimatu na jakość życia),
  2. zmiany społeczne wynikające z postrzegania nowych zagrożeń dla egzystencji człowieka, w tym zmiany geopolitycznego układu sił, narastających nierówności społeczno-gospodarczych, problemów środowiska przyrodniczego, problemów migracji, itp.,
  3. zmiany instytucjonalne wynikające z nowych uwarunkowań społecznych, technicznych i gospodarczych, w tym zagadnienia demokracji,
  4. zmiany kulturowe (m.in. globalizacja kultury, problem wizualizacji, konsumpcjonizm).

## Prezydium[4]

### Przewodniczący
- prof. dr hab. Michał Kleiber

### Zastępca przewodniczącego
- dr hab. prof. UEP Katarzyna A. Nawrot
- dr Konrad Prandecki

### Członkowie Prezydium
- dr hab. Małgorzata Burhard-Dziubińska
- prof. dr hab. Bogdan Galwas
- prof. dr hab. Józef Niżnik
- prof. dr hab. Elżbieta Mączyńska
- dr hab. prof. UW Paweł Kozłowski

Sekretarz naukowy:
- dr hab. prof. ChAT Agnieszka Piejka

Ponadto w skład Prezydium Komitetu wchodzą przewodniczący zespołów problemowych. Na posiedzenia Prezydium Komitetu są zapraszani Przewodniczący Zespołów Problemowych oraz Redaktor Naczelny wydawnictw Komitetu.

## Struktura
Komitet Prognoz Polskie Akademii Nauk pracuje w następujących zespołach:
- Zespół I – Kultury i Edukacji, przewodnicząca prof. dr hab. prof. ChAT Agnieszka Piejka
- Zespół II – Zespół Bezpieczeństwa i Rozwoju Człowieka, przewodniczący prof. dr Kazimierz Sikorski